# Солароло-Райнерио
Солароло-Райнерио (итал. Solarolo Rainerio) — коммуна в Италии, располагается в регионе Ломбардия, в провинции Кремона.
Население составляет 1038 человек (2008 г.), плотность населения составляет 90 чел./км². Занимает площадь 11 км². Почтовый индекс — 26030. Телефонный код — 0375.
Покровителями коммуны почитаются святой первомученик Стефан, празднование 26 декабря, san Nicola da Tolentino.

## Демография
Динамика населения:

## Администрация коммуны
- Официальный сайт: